# 張家界荷花国際空港
張家界荷花国際空港（ちょうかかい かか こくさい くうこう）は、中華人民共和国・湖南省張家界市に位置する空港である。

## 概要
張家界荷花国際空港は1991年10月に建設を開始し、1994年8月18日に開港。ユネスコの世界遺産である名勝地武陵源への玄関口である。IATAコードのDYGは、張家界市の旧市名「大庸（Dayong）」から採られている。

## 就航路線

### 国内線
| 航空会社     | 就航地                            |
| ------------ | --------------------------------- |
| 中国国際航空 | 北京/首都                         |
| 中国東方航空 | 上海/虹橋、西安                   |
| 中国南方航空 | 上海/虹橋、長沙、杭州、南京、深圳 |
| 上海航空     | 上海/虹橋                         |
| 春秋航空     | 杭州、石家荘                      |
| 四川航空     | 成都、重慶                        |
| 奥凱航空     | 天津                              |

### 国際線
| 航空会社         | 就航地           |
| ---------------- | ---------------- |
| 中国南方航空     | 香港             |
| 四川航空         | 清州、務安、大邱 |
| エアソウル       | ソウル/仁川      |
| エアプサン       | 釜山             |
| チェジュ航空     | 釜山             |
| ティーウェイ航空 | 大邱             |
| バティック・エア | クアラルンプール |